# Heerlijkheid Rötteln
Rötteln was een tot de Zwabische Kreits behorende heerlijkheid binnen het Heilige Roomse Rijk.  Rötteln is nu een stadsdeel van Lörrach in Baden-Württemberg.

heerlijkheid Rötteln

In 1102 was Diederik van Rötteln voogd van de bezittingen in de Breisgau van het klooster St. Alban te Bazel.
Koenraad van Rötteln stichtte omstreeks 1250 de stad Schopfheim. Zijn kleindochter Agnes huwde in 1298/9 markgraaf Rudolf I van Hachberg-Sausenberg. De laatste mannelijke erfopvolger van Rötteln was bisschop Liutold III van Bazel. Hij benoemde Rudolf I tot mederegent en erfgenaam. In 1315 viel de heerlijkheid aan het landgraafschap Sausenberg. 
Op grond van een erfverdrag uit 1490 (Röttelisches Gemächt) viel de heerlijkheid na het uitsterven van Baden-Sausenberg aan het markgraafschap Baden.